# میکائیل چرکز
میکائیل کریستودولو چرکز (ارمنی: Միխայիլ Քրիստոդուլո Չերքեզ؛ رومانیایی: Mihail Cristodulo Cerchez؛ ۸ ژوئن ۱۸۳۹ – ۱۲ ژوئیهٔ ۱۸۸۵) افسر نظامی ارمنی‌تبار اهل رومانی بود که به خاطر مبارزاتش بر ضد ترکان عثمانی به شهرت رسید.

## زندگی‌نامه
وی در ۸ ژوئن ۱۸۳۹ در برله به دنیا آمد . وی در ۱۲ ژوئیهٔ ۱۸۸۵ در سن ۴۶ سالگی در یاش درگذشت و در گورستان اترنیتاتا به خاک سپرده شد.